# Jong Genk in het seizoen 2024/25
Deze pagina beschrijft de prestaties van voetbalclub Jong Genk in het seizoen 2024-2025.

## Kern

### Spelerskern
| Nr.           | Naam                    | Nationaliteit | Geboortedatum |
| ------------- | ----------------------- | ------------- | ------------- |
| Keepers       |                         |               |               |
| 51            | Lucca Kiaba Brughmans   | België        | 17-06-2008    |
| 61            | Tijn Van Ingelgom       | België        | 05-03-2007    |
| 71            | Brent Stevens           | België        | 11-08-2003    |
| 81            | Keo Boets               | België        | 21-12-2003    |
| 82            | Olivier Vliegen         | België        | 07-02-1999    |
| Verdedigers   |                         |               |               |
| 50            | Lorenzo Youndje         | Nederland     | 12-04-2005    |
| 54            | Juwensley Onstein       | Nederland     | 07-10-2007    |
| 55            | Yumeki Yoshinaga        | Japan         | 22-02-2006    |
| 62            | Michiel Cauwel          | België        | 12-03-2007    |
| 63            | Martin Wasinski         | Marokko       | 07-04-2004    |
| 72            | Alpha Amadou Barry      | België        | 26-07-2007    |
| 75            | Alfred Caicedo          | Colombia      | 10-09-2004    |
| Middenvelders |                         |               |               |
| 58            | Matthias Wamu Oyatambwe | België        | 22-10-2008    |
| 65            | Christian Akpan         | Nigeria       | 29-01-2005    |
| 66            | Zaïd Bafdili            | België        | 25-10-2007    |
| 68            | Ayman Rahbi             | België        | 24-02-2007    |
| 70            | Ilyas Bouazzaoui        | België        | 01-01-2007    |
| 73            | Elie Mbavu              | België        | 20-10-2009    |
| 76            | Jelle Driessen          | België        | 19-01-2009    |
| 78            | Luka Lukanic            | Kroatië       | 03-05-2004    |
| 86            | Kenan Haroun            | België        | 05-07-2006    |
| 87            | Kenshin Yasuda          | Japan         | 05-03-2005    |
| Aanvallers    |                         |               |               |
| 52            | Wilson Da Costa         | België        | 28-02-2007    |
| 57            | Aaron Murenzi           | België        | 23-02-2008    |
| 59            | Robin Mirisola          | België        | 08-12-2006    |
| 60            | Saif Eddien Lazar       | België        | 12-12-2006    |
| 64            | Ayumu Yokoyama          | Japan         | 04-03-2004    |
| 74            | Cédric Nuozzi           | België        | 30-01-2006    |
| 79            | Djoully Nzoko           | Finland       | 11-10-2007    |
| 80            | Saïdou Touré            | België        | 09-02-2007    |
| 89            | Myung-Jun Kim           | Zuid-Korea    | 06-03-2006    |

- Aanvoerder

### Technische staf
| Functie           | Naam              | Nationaliteit |
| ----------------- | ----------------- | ------------- |
| Coach             | Johan Van Rumst   | België        |
| Assistent-coach   | Stefan Van Dender | België        |
| Keeperstrainer    | Steven Frederix   | België        |
| Physical Coach    | Kwame Duwe        | België        |
| Performance Coach | Manuel Agten      | België        |
| Teammanager       | Alfonso Merola    | België        |
| Video-analist     | Jan Vandenberk    | België        |
| Dokter            | Jonas Massa       | België        |
| Dokter            | Sander Vrijens    | België        |
| Medische staf     | Karolien Lemmens  | België        |
| Medische staf     | Stef Bomans       | België        |
| Medische staf     | Jelle Wauters     | België        |
| Materiaalman      | Roger Bussels     | België        |
| Materiaalman      | Jan Bialorucky    | België        |

## Uitrustingen
Shirtsponsor(s): Beobank / Carglass / ITZU / Group Bruno / Federale verzekering / CEOs 4 Climate

Sportmerk: Nike

## Oefenwedstrijden Jong Genk
Hieronder een overzicht van de oefenwedstrijden die Jong Genk tijdens het seizoen 2024/25 speelde.
| Datum      | Thuis/Uit | Tegenstander        | Score | Doelpuntenmaker(s) Jong Genk   |
| ---------- | --------- | ------------------- | ----- | ------------------------------ |
| 07-08-2024 | Thuis     | Oud-Heverlee Leuven | 4 – 0 | Caicedo, Lukanic, Lazar, Rabhi |

## Challenger Pro League

### Reguliere competitie

#### Wedstrijden
| Challenger Pro League                                                                       |                                                       |                                     |                                                            | |                                                                      |
| Wedstrijddetails                                                                            | Thuisploeg                                            | Uitslag                             | Uitploeg                                                   | Opstelling | Kaarten                                                              |
| Heenronde                                                                                   |                                                       |                                     |                                                            | |                                                                      |
| 16 augustus 2024 20:00 Stade du Pairay Seraing Ref.: Tim De Keyzer                          | RFC Seraing                                           | 0 – 2                               | Jong Genk                                                  | Vliegen, Claes, Manguelle (46' Cauwel), Adedeji-Sternberg (69' Bafdili), Da Costa (88' Lazar), Onstein, Yoshinaga, Martens (88' Nuozzi), Akpan, Caicedo, Toure (69' Mirisola)    | 74' Bafdili 81' Akpan                                                |
| 16 augustus 2024 20:00 Stade du Pairay Seraing Ref.: Tim De Keyzer                          |                                                       | 0 – 1 0 – 2                         | 27' Martens 82' Mirisola                                   | Vliegen, Claes, Manguelle (46' Cauwel), Adedeji-Sternberg (69' Bafdili), Da Costa (88' Lazar), Onstein, Yoshinaga, Martens (88' Nuozzi), Akpan, Caicedo, Toure (69' Mirisola)    | 74' Bafdili 81' Akpan                                                |
| 25 augustus 2024 19:15 Leunenstadion Geel Ref.: Bert Verbeke                                | Jong Genk                                             | 4 – 1                               | RFC de Liège                                               | Penders, Claes, Da Costa (90' Nuozzi), Onstein, Yoshinaga, Cauwel (90' Bouazzaoui), Martens (46' Lazar), Akpan, Caicedo, Lukanic (46' Bafdili), Toure (46' Mirisola)             | 82' Yoshinaga                                                        |
| 25 augustus 2024 19:15 Leunenstadion Geel Ref.: Bert Verbeke                                | Yoshinaga 53' Mirisola 60' Cauwel 71' Claes 90+1'     | 0 – 1 1 – 1 2 – 1 3 – 1 4 – 1       | 34' Atteri                                                 | Penders, Claes, Da Costa (90' Nuozzi), Onstein, Yoshinaga, Cauwel (90' Bouazzaoui), Martens (46' Lazar), Akpan, Caicedo, Lukanic (46' Bafdili), Toure (46' Mirisola)             | 82' Yoshinaga                                                        |
| 1 september 2024 13:30 Leunenstadion Geel Ref.: Theophile Diskeuve                          | Jong Genk                                             | 1 – 2                               | Royal Francs Borains                                       | Penders , Claes, Manguelle (66' Nuozzi), Adedeji-Sternberg (66' Cauwel), Da Costa (66' Lazar), Onstein, Yoshinaga, Mirisola, Akpan, Bafdili (83' Lukanic), Caicedo (46' Martens) |                                                                      |
| 1 september 2024 13:30 Leunenstadion Geel Ref.: Theophile Diskeuve                          | Mirisola 44'                                          | 1 – 0 1 – 1 1 – 2                   | 76' Prunier 79' Curci                                      | Penders , Claes, Manguelle (66' Nuozzi), Adedeji-Sternberg (66' Cauwel), Da Costa (66' Lazar), Onstein, Yoshinaga, Mirisola, Akpan, Bafdili (83' Lukanic), Caicedo (46' Martens) |                                                                      |
| 15 september 2024 16:00 Freethielstadion Beveren-Waas Ref.: Ruben Calluy                    | SK Beveren                                            | 3 – 2                               | Jong Genk                                                  | Vliegen, Claes, Manguelle (79' Caicedo), Palacios, Da Costa, Yoshinaga, Mirisola, Martens , Akpan, Bafdili (73' Cauwel), Nuozzi (73' Toure)                                      | 32' Akpan                                                            |
| 15 september 2024 16:00 Freethielstadion Beveren-Waas Ref.: Ruben Calluy                    | Michiwaki 7' Servais 50' Moustapha 90+5'              | 1 – 0 1 – 1 2 – 1 2 – 2 3 – 2       | 23' Mirisola 83' Toure                                     | Vliegen, Claes, Manguelle (79' Caicedo), Palacios, Da Costa, Yoshinaga, Mirisola, Martens , Akpan, Bafdili (73' Cauwel), Nuozzi (73' Toure)                                      | 32' Akpan                                                            |
| 21 september 2024 20:00 Leunenstadion Geel Ref.: Theophile Diskeuve                         | Jong Genk                                             | 0 – 3                               | RWD Molenbeek                                              | Vliegen, Claes, Manguelle (74' Cauwel), Da Costa (61' Lukanic), Onstein, Yoshinaga, Mirisola (83' Toure), Martens (61' Nuozzi), Akpan, Bafdili (61' Lazar), Caicedo              | 22' Bafdili 30' Akpan 70' Mirisola                                   |
| 21 september 2024 20:00 Leunenstadion Geel Ref.: Theophile Diskeuve                         |                                                       | 0 – 1 0 – 2 0 – 3                   | 38' Poku 51' Abe 57' Poku                                  | Vliegen, Claes, Manguelle (74' Cauwel), Da Costa (61' Lukanic), Onstein, Yoshinaga, Mirisola (83' Toure), Martens (61' Nuozzi), Akpan, Bafdili (61' Lazar), Caicedo              | 22' Bafdili 30' Akpan 70' Mirisola                                   |
| 27 september 2024 20:00 Kehrweg Stadion Eupen Ref.: Ken Vermeiren                           | KAS Eupen                                             | 3 – 1                               | Jong Genk                                                  | Penders, Pierre (79' Toure), Claes, Manguelle, Palacios (45' Caicedo), Onstein, Yoshinaga, Mirisola, Martens (62' Bafdili), Akpan (79' Lazar), Nuozzi (62' Da Costa)             | 68' Mirisola                                                         |
| 27 september 2024 20:00 Kehrweg Stadion Eupen Ref.: Ken Vermeiren                           | Van Genechten 67' Gedikli 71' Caliskan 83'            | 0 – 1 1 – 1 2 – 1 3 – 1             | 59' Nuozzi                                                 | Penders, Pierre (79' Toure), Claes, Manguelle, Palacios (45' Caicedo), Onstein, Yoshinaga, Mirisola, Martens (62' Bafdili), Akpan (79' Lazar), Nuozzi (62' Da Costa)             | 68' Mirisola                                                         |
| 6 oktober 2024 13:30 Leunenstadion Geel Ref.: Laurent Willems                               | Jong Genk                                             | 1 – 0                               | RSCA Futures                                               | Penders , Pierre, Claes, Manguelle, Adedeji-Sternberg (81' Da Costa), Palacios, Kongolo, Yoshinaga, Lazar (81' Martens), Akpan, Toure (74' Nuozzi)                               | 74' Lazar                                                            |
| 6 oktober 2024 13:30 Leunenstadion Geel Ref.: Laurent Willems                               | Toure 49'                                             | 1 – 0                               |                                                            | Penders , Pierre, Claes, Manguelle, Adedeji-Sternberg (81' Da Costa), Palacios, Kongolo, Yoshinaga, Lazar (81' Martens), Akpan, Toure (74' Nuozzi)                               | 74' Lazar                                                            |
| 25 oktober 2024 20:00 Leunenstadion Geel Ref.: Tim De Keyzer                                | Jong Genk                                             | 0 – 4                               | Lommel SK                                                  | Penders , Pierre (68' Lazar), Claes, Palacios, Da Costa, Onstein (79' Cauwel), Yoshinaga (68' Toure), Mirisola (84' De Wannemacker), Akpan, Bouazzaoui (68' Barry), Caicedo      |                                                                      |
| 25 oktober 2024 20:00 Leunenstadion Geel Ref.: Tim De Keyzer                                |                                                       | 0 – 1 0 – 2 0 – 3 0 – 4             | 37' Van Duiven 59' De Grand 75' Rosa 79' (pen.) Van Duiven | Penders , Pierre (68' Lazar), Claes, Palacios, Da Costa, Onstein (79' Cauwel), Yoshinaga (68' Toure), Mirisola (84' De Wannemacker), Akpan, Bouazzaoui (68' Barry), Caicedo      |                                                                      |
| 3 november 2024 16:00 Daknamstadion Lokeren Ref.: Tom Stevens                               | KSC Lokeren-Temse                                     | 4 – 0                               | Jong Genk                                                  | Vliegen, Pierre, Palacios, Onstein, De Wannemacker (46' Da Costa), Mirisola, Lazar (46' Haroun), Martens (46' Toure), Akpan, Bafdili (65' Lukanic), Caicedo (89' Cauwel)         | 37' Caicedo 44' Palacios 45' Martens                                 |
| 3 november 2024 16:00 Daknamstadion Lokeren Ref.: Tom Stevens                               | Boonen 11' Caicedo 27' (e.d.) Janssen 32' Ntamack 78' | 1 – 0 2 – 0 3 – 0 4 – 0             |                                                            | Vliegen, Pierre, Palacios, Onstein, De Wannemacker (46' Da Costa), Mirisola, Lazar (46' Haroun), Martens (46' Toure), Akpan, Bafdili (65' Lukanic), Caicedo (89' Cauwel)         | 37' Caicedo 44' Palacios 45' Martens                                 |
| 9 november 2024 16:00 Leunenstadion Geel Ref.: Arne De Beuckelaer                           | Jong Genk                                             | 1 – 2                               | Club NXT                                                   | Penders , Pierre, Claes, Palacios, Kongolo, Da Costa (83' Toure), Mirisola, Lazar (76' Nzoko), Akpan (83' Bafdili), Caicedo, Haroun                                              | 12' Kongolo 15' Penders 45' Claes                                    |
| 9 november 2024 16:00 Leunenstadion Geel Ref.: Arne De Beuckelaer                           | Da Costa 47'                                          | 0 – 1 1 – 1 1 – 2                   | 30' De Smet 71' Faraas                                     | Penders , Pierre, Claes, Palacios, Kongolo, Da Costa (83' Toure), Mirisola, Lazar (76' Nzoko), Akpan (83' Bafdili), Caicedo, Haroun                                              | 12' Kongolo 15' Penders 45' Claes                                    |
| 22 november 2024 20:00 Herman Vanderpoortenstadion Lier Ref.: Theophile Diskeuve            | Lierse Kempenzonen                                    | 2 – 2                               | Jong Genk                                                  | Penders, Pierre, Claes, Palacios, Yoshinaga (76' Onstein), Mirisola, Cauwel (84' Camara), Martens , Akpan, Lukanic (57' Bafdili), Toure (57' Lazar)                              | 60' Yoshinaga 70' Penders 78' Cauwel                                 |
| 22 november 2024 20:00 Herman Vanderpoortenstadion Lier Ref.: Theophile Diskeuve            | Daguin 57' Claes 74'                                  | 0 – 1 1 – 1 2 – 1 2 – 2             | 9' Martens 90' Martens                                     | Penders, Pierre, Claes, Palacios, Yoshinaga (76' Onstein), Mirisola, Cauwel (84' Camara), Martens , Akpan, Lukanic (57' Bafdili), Toure (57' Lazar)                              | 60' Yoshinaga 70' Penders 78' Cauwel                                 |
| 29 november 2024 20:00 Leunenstadion Geel Ref.: Tim De Keyzer                               | Jong Genk                                             | 2 – 3                               | SV Zulte Waregem                                           | Penders, Pierre, Claes, Palacios, Yoshinaga, Mirisola, Lazar (73' Bafdili), Cauwel (86' Camara), Martens (86' Wamu), Akpan, Lukanic (73' Nzoko)                                  |                                                                      |
| 29 november 2024 20:00 Leunenstadion Geel Ref.: Tim De Keyzer                               | Mirisola 33' Wamu 90'                                 | 0 – 1 0 – 2 1 – 2 1 – 3 2 – 3       | 14' Tanghe 25' Vossen 45' Vossen                           | Penders, Pierre, Claes, Palacios, Yoshinaga, Mirisola, Lazar (73' Bafdili), Cauwel (86' Camara), Martens (86' Wamu), Akpan, Lukanic (73' Nzoko)                                  |                                                                      |
| 7 december 2024 16:00 Stade Communal du Tivoli La Louvière Ref.: Ruben Calluy               | RAAL La Louvière                                      | 2 – 1                               | Jong Genk                                                  | Vliegen, Pierre, Claes, Palacios, Onstein, Yoshinaga, Mirisola, Martens , Akpan, Bafdili (90' Wamu), Nzoko (63' Oyen)                                                            | 38' Bafdili 88' Pierre 90' Buffel (T1) 90' Buffel (T1)               |
| 7 december 2024 16:00 Stade Communal du Tivoli La Louvière Ref.: Ruben Calluy               | Eyongo 84' Maisonneuve 88'                            | 0 – 1 1 – 1 2 – 1                   | 78' Yoshinaga                                              | Vliegen, Pierre, Claes, Palacios, Onstein, Yoshinaga, Mirisola, Martens , Akpan, Bafdili (90' Wamu), Nzoko (63' Oyen)                                                            | 38' Bafdili 88' Pierre 90' Buffel (T1) 90' Buffel (T1)               |
| 15 december 2024 13:30 Leunenstadion Geel Ref.: Dunken Van de Velde                         | Jong Genk                                             | 1 – 3                               | Patro Eisden Maasmechelen                                  | Vliegen, Pierre, Claes (82' Bouazzaoui), Palacios, Kongolo, Onstein (64' Nuozzi), Yoshinaga, Mirisola, Martens , Akpan, Nzoko (64' Lazar)                                        | 48' Kongolo 73' Palacios                                             |
| 15 december 2024 13:30 Leunenstadion Geel Ref.: Dunken Van de Velde                         | Claes 10'                                             | 1 – 0 1 – 1 1 – 2 1 – 3             | 36' Renson 55' Renson 74' Renson                           | Vliegen, Pierre, Claes (82' Bouazzaoui), Palacios, Kongolo, Onstein (64' Nuozzi), Yoshinaga, Mirisola, Martens , Akpan, Nzoko (64' Lazar)                                        | 48' Kongolo 73' Palacios                                             |
| Terugronde                                                                                  |                                                       |                                     |                                                            | |                                                                      |
| 20 december 2024 20:00 Stade Robert Urbain Boussu Ref.: Matonga Simonini                    | Royal Francs Borains                                  | 2 – 2                               | Jong Genk                                                  | Penders, Pierre, Oyen (46' Lazar), Manguelle (73' Cauwel), Palacios, Yoshinaga (82' Nzoko), Wamu, Mirisola, Martens , Akpan, Nuozzi (64' Camara)                                 | 45' Manguelle 74' Wamu                                               |
| 20 december 2024 20:00 Stade Robert Urbain Boussu Ref.: Matonga Simonini                    | Lavie 10' Dessoleil 75'                               | 0 – 1 1 – 1 1 – 2 2 – 2             | 7' Mirisola 30' Nuozzi                                     | Penders, Pierre, Oyen (46' Lazar), Manguelle (73' Cauwel), Palacios, Yoshinaga (82' Nzoko), Wamu, Mirisola, Martens , Akpan, Nuozzi (64' Camara)                                 | 45' Manguelle 74' Wamu                                               |
| 19 januari 2025 19:15 Leunenstadion Geel Ref.: Hannes De Couvreur                           | Jong Genk                                             | 2 – 2                               | RFC Seraing                                                | Brughmans, Pierre, Oyen, Claes, Manguelle, Kongolo, Youndje, Mirisola, Martens (80' Da Costa), Nuozzi (80' Nzoko), Yasuda                                                        | 60' Martens 72' Manguelle                                            |
| 19 januari 2025 19:15 Leunenstadion Geel Ref.: Hannes De Couvreur                           | Nuozzi 40' Martens 70'                                | 1 – 0 1 – 1 2 – 1 2 – 2             | 64' Buggea 74' Tshibuabua                                  | Brughmans, Pierre, Oyen, Claes, Manguelle, Kongolo, Youndje, Mirisola, Martens (80' Da Costa), Nuozzi (80' Nzoko), Yasuda                                                        | 60' Martens 72' Manguelle                                            |
| 24 januari 2025 20:00 Edmond Machtensstadion Molenbeek-Saint-Jean Ref.: Dunken Van de Velde | RWD Molenbeek                                         | 1 – 0                               | Jong Genk                                                  | Brughmans, Pierre (81' Wamu), Claes , Manguelle, Palacios (46' Kongolo), Youndje, Mirisola, Bafdili (81' Kim), Nuozzi (66' Da Costa), Nzoko (66' Toure), Yasuda                  | 59' Youndje                                                          |
| 24 januari 2025 20:00 Edmond Machtensstadion Molenbeek-Saint-Jean Ref.: Dunken Van de Velde | Sambu 14'                                             | 1 – 0                               |                                                            | Brughmans, Pierre (81' Wamu), Claes , Manguelle, Palacios (46' Kongolo), Youndje, Mirisola, Bafdili (81' Kim), Nuozzi (66' Da Costa), Nzoko (66' Toure), Yasuda                  | 59' Youndje                                                          |
| 28 januari 2025 20:00 Dakota Arena Deinze Ref.: Anthony Letellier                           | RSCA Futures                                          | 4 – 1                               | Jong Genk                                                  | Brughmans, Pierre, Oyen, Claes , Palacios, Kongolo, Youndje, Da Costa (58' Nzoko (61' Nuozzi)), Mirisola, Lazar (80' Bafdili), Yasuda (80' Toure)                                | 47' Kongolo 83' Kongolo 90+1' Bafdili                                |
| 28 januari 2025 20:00 Dakota Arena Deinze Ref.: Anthony Letellier                           | Ure 7' Tajouart 65' Ure 79' Baouf 90+2'               | 1 – 0 2 – 0 2 – 1 3 – 1 4 – 1       | 72' (pen.) Claes                                           | Brughmans, Pierre, Oyen, Claes , Palacios, Kongolo, Youndje, Da Costa (58' Nzoko (61' Nuozzi)), Mirisola, Lazar (80' Bafdili), Yasuda (80' Toure)                                | 47' Kongolo 83' Kongolo 90+1' Bafdili                                |
| 2 februari 2025 19:15 Leunenstadion Geel Ref.: Tom Stevens                                  | Jong Genk                                             | 3 – 3                               | SK Beveren                                                 | Brughmans, Oyen, Claes , Manguelle, Palacios, Youndje (81' Pierre), Mirisola (87' Kim), Lazar (78' Da Costa), Wasinski, Nuozzi (78' Lukanic), Caicedo                            | 86' Manguelle                                                        |
| 2 februari 2025 19:15 Leunenstadion Geel Ref.: Tom Stevens                                  | Nuozzi 40' Mirisola 42' Lazar 59'                     | 0 – 1 1 – 1 2 – 1 3 – 1 3 – 2 3 – 3 | 10' Mertens 66' Mertens 85' Mertens                        | Brughmans, Oyen, Claes , Manguelle, Palacios, Youndje (81' Pierre), Mirisola (87' Kim), Lazar (78' Da Costa), Wasinski, Nuozzi (78' Lukanic), Caicedo                            | 86' Manguelle                                                        |
| 8 februari 2025 20:00 Patro-Stadion Maasmechelen Ref.: Brent Staessens                      | Patro Eisden Maasmechelen                             | 1 – 0                               | Jong Genk                                                  | Brughmans, Pierre, Claes , Manguelle, Kongolo, Youndje, Lazar (82' Toure), Wasinski, Nuozzi, Yasuda (61' Lukanic), Kim (56' Yokoyama)                                            | 5' Kongolo 76' Manguelle                                             |
| 8 februari 2025 20:00 Patro-Stadion Maasmechelen Ref.: Brent Staessens                      | Bammens 49'                                           | 1 – 0                               |                                                            | Brughmans, Pierre, Claes , Manguelle, Kongolo, Youndje, Lazar (82' Toure), Wasinski, Nuozzi, Yasuda (61' Lukanic), Kim (56' Yokoyama)                                            | 5' Kongolo 76' Manguelle                                             |
| 16 februari 2025 19:15 Cegeka Arena Genk Ref.: Arthur Denil                                 | Jong Genk                                             | 0 – 0                               | KAS Eupen                                                  | Brughmans, Pierre, Oyen (87' Toure), Claes , Manguelle, Kongolo, Youndje, Mirisola, Lazar (59' Nuozzi), Wasinski, Yokoyama (77' Akpan)                                           | 90' Nuozzi                                                           |
| 16 februari 2025 19:15 Cegeka Arena Genk Ref.: Arthur Denil                                 |                                                       |                                     |                                                            | Brughmans, Pierre, Oyen (87' Toure), Claes , Manguelle, Kongolo, Youndje, Mirisola, Lazar (59' Nuozzi), Wasinski, Yokoyama (77' Akpan)                                           | 90' Nuozzi                                                           |
| 21 februari 2025 20:00 Elindus Arena Waregem Ref.: Klass Clerkx                             | SV Zulte-Waregem                                      | 3 – 1                               | Jong Genk                                                  | Vliegen, Pierre (60' Caicedo), Claes , Manguelle, Youndje, Mirisola, Lazar (54' Da Costa), Wasinski, Yokoyama (77' Toure), Akpan (77' Cauwel), Yasuda (60' Nuozzi)               | 70' Da Costa 78' Akpan 84' Caicedo                                   |
| 21 februari 2025 20:00 Elindus Arena Waregem Ref.: Klass Clerkx                             | Diop 44' Hedl 68' Opoku 74'                           | 1 – 0 2 – 0 3 – 0 3 – 1             | 80' Manguelle                                              | Vliegen, Pierre (60' Caicedo), Claes , Manguelle, Youndje, Mirisola, Lazar (54' Da Costa), Wasinski, Yokoyama (77' Toure), Akpan (77' Cauwel), Yasuda (60' Nuozzi)               | 70' Da Costa 78' Akpan 84' Caicedo                                   |
| 2 maart 2025 13:30 Leunenstadion Geel Ref.: Hannes De Couvreur                              | Jong Genk                                             | 1 – 2                               | KSC Lokeren-Temse                                          | Brughmans, Pierre, Oyen (77' Manguelle), Medina (77' De Wannemacker), Palacios (77' Youndje), Kongolo , Wamu (66' Yasuda), Mirisola, Lazar (32' Nuozzi), Wasinski, Yokoyama      | 26' Medina 80' Pierre                                                |
| 2 maart 2025 13:30 Leunenstadion Geel Ref.: Hannes De Couvreur                              | Oyen 32'                                              | 0 – 1 1 – 1 1 – 2                   | 8' Brebels 76' Van Aerschot                                | Brughmans, Pierre, Oyen (77' Manguelle), Medina (77' De Wannemacker), Palacios (77' Youndje), Kongolo , Wamu (66' Yasuda), Mirisola, Lazar (32' Nuozzi), Wasinski, Yokoyama      | 26' Medina 80' Pierre                                                |
| 14 maart 2025 20:00 The Nest Roeselare Ref.: Laurent Willems                                | Club NXT                                              | 3 – 0                               | Jong Genk                                                  | Brughmans, Pierre, Oyen, Claes (60' Kim), Manguelle (45' Mbavu), Onstein (60' Yasuda), De Wannemacker, Wasinski, Yokoyama (60' Youndje), Akpan, Toure (77' Da Costa)             | 50' Pierre 74' Mbavu                                                 |
| 14 maart 2025 20:00 The Nest Roeselare Ref.: Laurent Willems                                | Campbell 17' Furo 22' Furo 55'                        | 1 – 0 2 – 0 3 – 0                   |                                                            | Brughmans, Pierre, Oyen, Claes (60' Kim), Manguelle (45' Mbavu), Onstein (60' Yasuda), De Wannemacker, Wasinski, Yokoyama (60' Youndje), Akpan, Toure (77' Da Costa)             | 50' Pierre 74' Mbavu                                                 |
| 29 maart 2025 16:00 Leunenstadion Geel Ref.: Wesli De Cremer                                | Jong Genk                                             | 0 – 1                               | RAAL La Louvière                                           | Brughmans, Pierre, Oyen, Claes , Youndje, Onstein (79' Bouazzaoui), Wasinski (66' Yasuda), Akpan (66' De Wannemacker), Mbavu (85' Yokoyama), Nzoko (46' Da Costa), Toure         | 31' Youndje                                                          |
| 29 maart 2025 16:00 Leunenstadion Geel Ref.: Wesli De Cremer                                |                                                       | 0 – 1                               | 32' (pen.) Liongola                                        | Brughmans, Pierre, Oyen, Claes , Youndje, Onstein (79' Bouazzaoui), Wasinski (66' Yasuda), Akpan (66' De Wannemacker), Mbavu (85' Yokoyama), Nzoko (46' Da Costa), Toure         | 31' Youndje                                                          |
| 5 april 2025 20:00 Soevereinstadion Lommel Ref.: Hannes De Couvreur                         | Lommel SK                                             | 2 – 0                               | Jong Genk                                                  | Brughmans, Pierre, Oyen (74' Da Costa), Claes , Manguelle, Onstein (82' Youndje), Wasinski, Yokoyama (66' Mbavu), Akpan, Toure (66' Camara), Yasuda (66' Lazar)                  | 22' Manguelle 45' Frederix (KT) 58' Wasinski 60' Manguelle 85' Mbavu |
| 5 april 2025 20:00 Soevereinstadion Lommel Ref.: Hannes De Couvreur                         | Van Duiven 8' Schoofs 58'                             | 1 – 0 2 – 0                         |                                                            | Brughmans, Pierre, Oyen (74' Da Costa), Claes , Manguelle, Onstein (82' Youndje), Wasinski, Yokoyama (66' Mbavu), Akpan, Toure (66' Camara), Yasuda (66' Lazar)                  | 22' Manguelle 45' Frederix (KT) 58' Wasinski 60' Manguelle 85' Mbavu |
| 13 april 2025 16:00 Stade de Rocourt Rocourt Ref.: Wesli De Cremer                          | RFC de Liège                                          | 3 – 1                               | Jong Genk                                                  | Stevens, Pierre (64' Yokoyama), Claes (78' Camara), Youndje, Onstein, De Wannemacker (78' Decresson), Cauwel, Wasinski, Akpan, Toure (46' Lazar), Yasuda (46' Lukanic)           |                                                                      |
| 13 april 2025 16:00 Stade de Rocourt Rocourt Ref.: Wesli De Cremer                          | Arslan 25' Atteri 27' Atteri 67'                      | 1 – 0 2 – 0 3 – 0 3 – 1             | 73' Yokoyama                                               | Stevens, Pierre (64' Yokoyama), Claes (78' Camara), Youndje, Onstein, De Wannemacker (78' Decresson), Cauwel, Wasinski, Akpan, Toure (46' Lazar), Yasuda (46' Lukanic)           |                                                                      |
| 18 april 2025 20:00 Leunenstadion Geel Ref.: Tom Stevens                                    | Jong Genk                                             | 1 – 3                               | Lierse Kempenzonen                                         | Brughmans, Pierre, Oyen, Claes , Manguelle, Onstein (83' Mbavu), De Wannemacker, Wasinski (71' Youndje), Yokoyama (62' Yasuda), Akpan, Lukanic (62' Lazar)                       | 75' Onstein                                                          |
| 18 april 2025 20:00 Leunenstadion Geel Ref.: Tom Stevens                                    | Lukanic 34'                                           | 0 – 1 0 – 2 1 – 2 1 – 3             | 15' Marijnissen 30' Adinany 36' De Kerf                    | Brughmans, Pierre, Oyen, Claes , Manguelle, Onstein (83' Mbavu), De Wannemacker, Wasinski (71' Youndje), Yokoyama (62' Yasuda), Akpan, Lukanic (62' Lazar)                       | 75' Onstein                                                          |

#### Overzicht
| Speeldag  | 1 | 2 | 3 | 4 | 5 | 6 | 7 | 8 | 9 | 10 | 11 | 12 | 13 | 14 | 15 | 16 | 17 | 18 | 19 | 20 | 21 | 22 | 23 | 24 | 25 | 26 | 27 | 28 |
| --------- | - | - | - | - | - | - | - | - | - | -- | -- | -- | -- | -- | -- | -- | -- | -- | -- | -- | -- | -- | -- | -- | -- | -- | -- | -- |
| Resultaat | w | w | v | v | v | v | w | v | v | v  | g  | v  | v  | v  | g  | g  | v  | v  | g  | v  | g  | v  | v  | v  | v  | v  | v  | v  |
| Punten    | 3 | 6 | 6 | 6 | 6 | 6 | 9 | 9 | 9 | 9  | 10 | 10 | 10 | 10 | 11 | 12 | 12 | 12 | 13 | 13 | 14 | 14 | 14 | 14 | 14 | 14 | 14 | 14 |